# Madison (Alabama)
Madison is een plaats (city) in de Amerikaanse staat Alabama, en valt bestuurlijk gezien onder Limestone County en Madison County.

## Demografie
Bij de volkstelling in 2000 werd het aantal inwoners vastgesteld op 29.329.
In 2006 is het aantal inwoners door het United States Census Bureau geschat op 36.824, een stijging van 7495 (25,6%).

## Geografie
Volgens het United States Census Bureau beslaat de plaats een oppervlakte van
60,2 km², waarvan 60,0 km² land en 0,2 km² water. Madison ligt op ongeveer 209 m boven zeeniveau.

## Plaatsen in de nabije omgeving
De onderstaande figuur toont de plaatsen in een straal van 24 km rond Madison.